# 鄭溫 (明朝)
鄭溫（1406年—？），字厲夫，江西南昌府豐城縣人，民籍。明朝政治人物。進士出身。

## 生平
曾任直隸松陵驛丞。正統六年（1441年）辛酉科應天府鄉試第十三名舉人，正統七年（1442年）聯捷壬戌科會試第一百二十一名，殿試登進士第三甲第十二名。。

## 家族
曾祖父鄭康軒。祖父鄭伯安。父亲鄭叔人，曾任吳縣縣丞。